# Andrzej Conti
Andrzej Conti (ur. w 1240 w Anagni; zm. 1 lutego 1302 w Piglio) – włoski pustelnik, franciszkanin, Błogosławiony Kościoła katolickiego.

## Życiorys
Pochodził ze szlacheckiej rodziny, z której wywodziło się wielu wysokich rangą duchownych. Gdy poczuł powołanie do życia zakonnego, wstąpił do zakonu franciszkanów. Kierując się pokorą odmawiał przyjęcia święceń kapłańskich, wtedy zgodnie z legendą, ukazał mu się anioł i wręczył stułę co odczytał jako zachętę do przyjęcia święceń. Został wyświęcony na kapłana i udał się w podróż w góry, gdzie zamieszkał w grocie w Piglio na górze Scalambria. Uchodził za wykształconego kapłana o rozległej wiedzy. Dwukrotnie odmówił przyjęcia godności kardynalskiej, w tym od swojego stryja Aleksandra IV . Zmarł w roku 1302 w klasztorze Piglio koło Anagni mając 62 lata w opinii świętości.
Kult jako błogosławionego został potwierdzony przez papieża Innocentego XIII w 1724 roku.

## Ikonografia
Przedstawiany jest w habicie franciszkańskim. Jego atrybuty to anioł podający mu stułę, czaszka symbolizująca pokuty i umartwienia, grota, snop światła, który go opromieniał gdy w grocie pustelniczej rozważał teksty teologicznej, pozwalając zrozumieć najzawilsze zagadnienia, księga nawiązuje do autorstwa traktatu De partu Beatae Marie Virginis.